# Anduin
De Anduin is een fictieve rivier uit de werken van J.R.R. Tolkien. In deze werken is het de langste rivier van Midden-aarde.
De bronnen van de Anduin liggen in de Grijze Bergen, in het noorden van Midden-aarde.
Vanaf hier stroomt de rivier zuidwaarts door Wilderland. Vanuit de Hithaeglir stromen twee grotere rivieren naar de Anduin: de Rhimdath (Engels: Rushdown) mondt ten noorden van de Karrots in de rivier en een ten zuiden ervan stroomt de Lis in de rivier.
De rivier komt uiteindelijk uit in het meer Nen Hithoel, alvorens verder te stromen door Gondor en de oude hoofdstad Osgiliath, die aan weerszijden van de rivier was gebouwd, om uiteindelijk bij het eiland Tolfalas uit te monden in Belegaer.
Oostelijk van de rivier lag een smalle strook land tussen de rivier en de Schaduwbergen. Daar stichtten de Dúnedain Ithilien, met de hoofdstad Minas Ithil. De stad werd echter aangevallen en ingenomen door de Tovenaar-koning van Angmar en veranderde in Minas Morgul. Ithilien werd betwist gebied en vanaf dat moment fungeerde de Anduin als Gondors belangrijkste verdedigingslinie.
In de hoogtijdagen van Saurons macht staken zijn legers de rivier bij Osgiliath over om Minas Tirith aan te vallen. Later, na de val van Mordor, werd oostelijk van de rivier veel gebied heroverd: Harondor, Ithilien, de Bruine landen en het koninkrijk Umbar in het zuiden en veel gebieden in het Oosten.
Midden in de rivier lag het eiland Cair Andros dat tijdens de Oorlog om de Ring werd veroverd door Mordor. Tijdens zijn mars naar de Morannon stuurde Aragorn een deel van zijn leger naar Cair Andros om het te veroveren op en te verdedigen tegen de Orks.
Adorn · Anduin (de Grote Rivier) · Angren (Isen) · Baranduin (Brandewijn) · Betoverde Rivier · Bruinen (Luidwater) · Carnen (Roodwater) · Celduin (Running) · Celebrant (Zilverlei) · Celos · Ciril · Deemril · Dieptestroom · Erui · Gilrain · Glanduin (Grensrivier) · Glanhir (Meringstroom) · Gwathló (Grauwel) · Harnen (Zuiderrivier) · Lefnui · Lhûn (Lune) · Limlicht · Mitheithel (Grijsvloed) · Morgulduin · Morthond · Nimrodel · Ninglor (Lis) · Onodló (Entwas) · Poros · Rhimdath · Ringló · Serni · Sirith · Sirannon (Poortstroom) · Sneeuwborn · Het Water · Wilgewinde · Woudrivier